# Tiiraluoto (ö i Norra Savolax)
Tiiraluoto är en ö i Finland. Den ligger i sjön Löytynjärvi och i kommunen Pielavesi i den ekonomiska regionen  Övre Savolax ekonomiska region  och landskapet Norra Savolax, i den centrala delen av landet, 400 km norr om huvudstaden Helsingfors. Öns största längd är 30 meter i öst-västlig riktning.